# 東香里病院
東香里病院（ひがしこうりびょういん）は、社会医療法人三上会が大阪府枚方市東香里に設置する病院。

## 概要
救急告示病院。透析センター、大阪府指定の認知症疾患医療センターを備えている。

## 診療科
- 内科[3]
- 外科[3]
- 整形外科[3]
- 耳鼻咽喉科[3]
- 眼科[3]
- 婦人科[3]
- 精神科[3]
- 泌尿器科[3]
- 皮膚科[3]
- リハビリテーション科[3]
- 放射線科[3]
- 麻酔科[3]
- 老年内科[3]
- 糖尿病内科[3]
- 腎臓内科[3]
- 人工透析内科[3]
- 循環器内科[3]
- 胃腸内科[3]
- 心療内科[3]

## 医療機関の認定
- 保険医療機関[3]
- 労災保険指定病院[3]
- 生活保護法指定病院(中国残留邦人等の円滑な帰国の促進並びに永住帰国した中国残留邦人等及び特定配偶者の自立の支援に関する法律(平成6年法律第30号)に基づく指定医療機関を含む。)[3]
- 臨床研修病院[3]
- 原子爆弾被害者一般疾病医療取扱病院[3]
- 指定自立支援病院（更生医療）[3]
- 指定自立支援医療機関（精神通院医療）[3]
- 精神保健指定医の配置されている医療機関[3]
- 精神保健及び精神障害者福祉に関する法律(昭和25年法律第123号)に基づく指定病院又は応急入院指定病院[3]

## 交通アクセス
- 京阪本線「香里園駅」駅前から京阪バス「東香里病院前」停留所下車すぐ[4]

## 関連施設
- 東香里第二病院 - 枚方市高田2-28-30
- 介護老人保健施設カリタス東香里 - 東香里病院に隣接

## 周辺
- 大同信用組合東香里支店
- 大阪府警枚方警察署川越交番
- 枚方市立春日小学校